# Óscar Priego
Óscar Priego (Ciudad de México, 21 de noviembre de 1985) es un actor mexicano.

## Carrera
A principios de 2012 apareció por primera vez en televisión en la telenovela de Telemundo Relaciones peligrosas, junto con Sandra Echeverría, Gabriel Coronel y Ana Layevska, donde interpretó a Gonzalo Mendoza, el junto con Danilo Carrera interpretaron a los antagonistas jóvenes. En el 2013 al actor comienza con nuevos proyecto en televisión como 11-11: En mi cuadra nada cuadra y Dama y Obrero donde tenía los papeles de actor juvenil y en la segunda trabaja nuevamente con Ana Layevska y también compartió créditos con José Luis Resendéz y Fabián Ríos.
En el 2014 aparece de nuevo en televisión con la nueva telenovela de Telemundo En otra piel donde comparte créditos como hermano de la actriz María Elisa Camargo y cuñado del actor argentino David Chocarro.
En 2015 ingresa en la segunda temporada de Señora Acero de Telemundo, donde da vida a Erick "El Gallo" el sobrino de un narcotraficante mexicano, un chico bipolar, sanguinario, malvado, seductor, infiel; compartiendo créditos con Blanca Soto, José Luis Reséndez y Alejandro Calva, entre otros.

## Filmografía
| Año       | Proyectos                       | Personajes                         |
| --------- | ------------------------------- | ---------------------------------- |
| 2012      | Relaciones peligrosas           | Gonzalo Mendoza                    |
| 2013      | 11-11: En mi cuadra nada cuadra | Joaquín Mendoza                    |
| 2013      | Dama y obrero                   | Rubén Santamaría                   |
| 2014      | En otra piel                    | Jacinto Aguilar                    |
| 2015-2019 | Señora Acero                    | Erick "El Gallo" Quintanilla López |